# Manipulations articulaires
 (août 2019).
- Si vous ne connaissez pas le sujet, laissez ce bandeau (vous pouvez alors contacter les auteurs).
- Si vous supprimez le contenu mis en cause (vous pouvez préalablement contacter les auteurs),

argumentez précisément cette suppression dans la page de discussion
(un manque de référence n'est pas un argument ; une recherche réelle de référence doit avoir été effectuée, être formellement documentée).

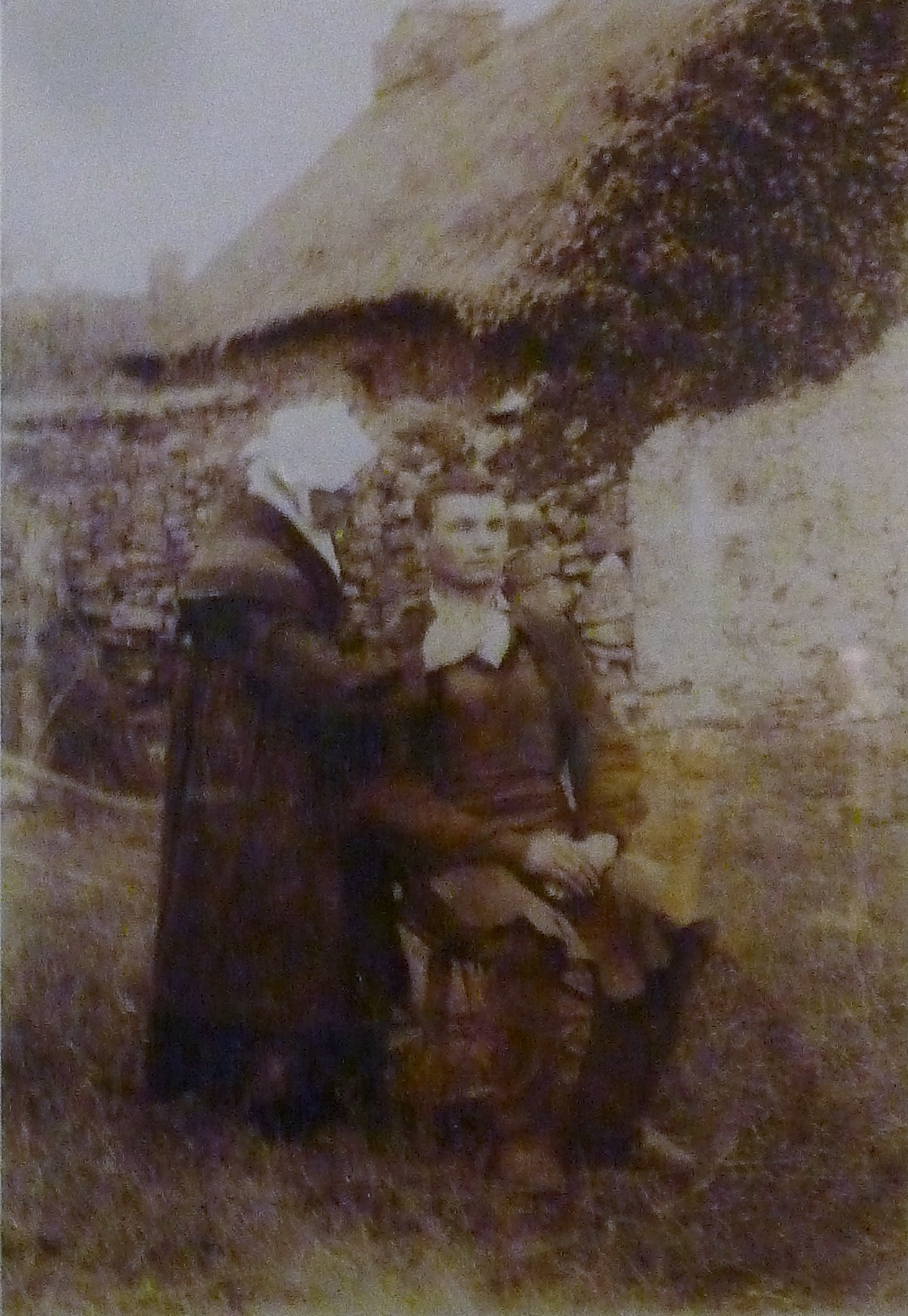
Manipulations en campagne bretonne dans les années 1900.

Les manipulations articulaires sont l'acte thérapeutique qui consiste à remanier le positionnement d'une structure osseuse en regard d'une autre, typiquement dans le cadre d'une diarthrose. L'opération a pour but de redonner mobilité et fonctionnement optimaux à l'articulation. Un craquement est parfois audible lors de l'acte, signe qu'une libération gazeuse est survenue au sein de la capsule ligamentaire de l'articulation.
L' International Federation of Orthopaedic Manipulative Physical Therapists décrit une manipulation comme « une poussée passive, de haute vélocité et petite amplitude, appliquée à une articulation dans les limites anatomiques, dans le but de restaurer un mouvement et une fonction optimale et/ou réduire une douleur ». 
Un nombre croissant de praticiens de santé[réf. nécessaire] dans le monde utilisent aujourd'hui les manipulations ou mobilisations des articulations du rachis ou des membres périphériques en tant qu'acte thérapeutique. Ostéopathes, chiropracteurs, étiopathes, et depuis plus récemment médecins généralistes, kinésithérapeutes, rhumatologues.

## Origines
Depuis toujours, rebouteux et guérisseurs issus de diverses cultures et civilisations ont eu recours à cette forme de thérapie consistant à redonner une mobilité aux membres ou au rachis, que ce soit pour la nuque, le dos, ou même la région lombaire du corps, et ce pour des maux divers.
Les Grecs, d'après un bas relief conservé au Musée archéologique du Pirée, décrivent déjà au IVe siècle av. J.-C. le dieu Asclépios, ou Aesculape, prodiguant des soins sur les vertèbres hautes du corps.
Les habitants du sous-continent indien, 1 000 ans avant notre ère, rapportent une manipulation cervicale non spécifique et bilatérale « par rotation du crâne », encore pratiquée de nos jours dans certains salons de coiffure indiens.
La tradition britannique des « bone-setters » remonte au Moyen Âge, tout comme dans le sud de l'Europe où les paysans s'improvisaient souvent thérapeutes pour remanier un pied, une épaule ou bien la colonne vertébrale de leurs congénères, avec des mouvements soudains, parfois non spécifiques, sur le rachis, visant à faire craquer l'ensemble du dos.

## Principes préalables aux manipulations

### Signes cliniques
On imagine aisément dans des temps reculés que le besoin d'être « remanié » au niveau d'un membre luxé ou subluxé venait naturellement lorsqu'un paysan, par exemple, ayant fait une lourde chute observait soudainement une articulation manifestement désaxée ou ayant perdu de sa mobilité.
De même, les manipulations vertébrales apparurent lorsque, de manière aiguë ou chronique, toute personne ressentant une forme de fixation du rachis par exemple exprimait le souhait d'être redressée ou corrigée par son praticien.

#### Douleurs localisées
Un signe flagrant relatif aux manipulations est la présence d'une douleur soudaine sur la zone incriminée, accompagnée de spasmes musculaires évidents sur la zone en question, voire sur une zone distante.

#### Névralgies résultantes
L'apparition d'une névralgie soudaine ou insidieuse, directement ou indirectement liée à la zone vertébrale ou périphérique défaillante selon le parcours du nerf avoisinant les vertèbres ou l'articulation en question, peut être constatée.
Des signes tels que des paresthésies, dystonies musculaires, atonies musculaires, endormissements ou fourmillements au voisinage de la zone incriminée peuvent apparaître.

#### Aberrations posturales
Un changement soudain de la posture générale du corps sera également un signe distinct de la nécessité de recourir aux manipulations du rachis ou des membres.

### Principes biomécaniques et physiologiques
La luxation articulaire est définie comme un déplacement évident entre deux os. La subluxation est un processus plus discret de déplacement entre deux articulations, pas nécessairement décelé sur une radiographie ou une imagerie à résonance magnétique.
D'après le Journal of Manipulative and Physio Therapy, les manipulations vertébrales auraient un effet significatif sur la neurologie du corps humain, et ce par le biais des nerfs rachidiens et les dysfonctionnements neurologiques inhérents à une perturbation mécanique d'une articulation entre deux vertèbres, appelée subluxation vertébrale. La subluxation vertébrale est susceptible de survenir entre n'importe quels segments jointifs de la colonne vertébrale, du coccyx aux hautes cervicales, affectant alors la « libre circulation de l'influx nerveux » au niveau du trou de conjugaison inter-vertébral.
Les articulations périphériques, lors d'un déplacement minime ou important, ont elles aussi un impact sur les nerfs au voisinage de la zone en question, que ce soit directement en exerçant une pression sur un nerf, ou indirectement si le déplacement osseux induit une hypertonicité musculaire susceptible de comprimer un nerf proche de la zone hypertonique.

#### Concept initial de subluxation vertébrale du rachis

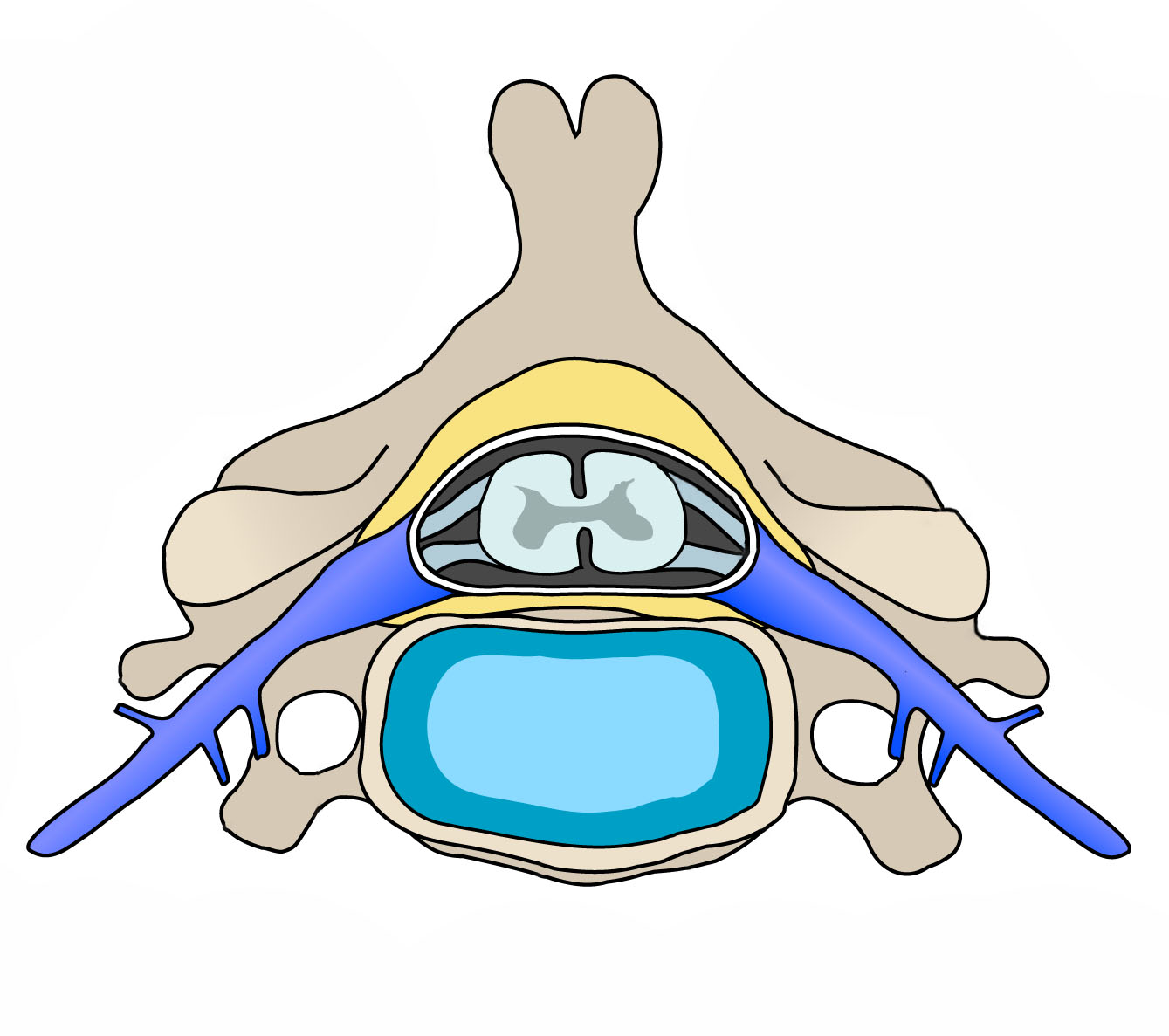
En bleu, le nerf rachidien susceptible d'être neurologiquement perturbé lors d'une compression due au déplacement de la vertèbre adjacente.

Physiologiquement et biomécaniquement parlant, une fixation entre deux segments vertébraux ou un déplacement de l'un des deux en rapport à l'autre est associée à :
- une kinésiopathologie vertébrale[2], c'est-à-dire une diminution des amplitudes de mouvement entre deux segments vertébraux adjacents, ou une aberration de la mobilité de ces deux vertèbres ; une mobilité non fluide et saccadée à ce niveau lors de la flexion axiale du rachis par exemple ;
- une neuropathophysiologie, soit un état non optimal voire pathologique des fonctions neurologiques associées à l'articulation en état de subluxation, les nerfs se trouvant comprimés à hauteur du trou de conjugaison ;
- une myopathologie, c'est-à-dire une aberration des tonicités musculaires (hypo ou hyper-tonicité des muscles) adjacentes aux segments vertébraux en question, les muscles profonds par exemple, notamment les muscles transversaires épineux ;
- une physiopathologie, les tissus tels que les ligaments, tendons et tissus conjonctifs qui environnent  la zone de subluxation vont se trouver modifiés physiologiquement, avec notamment :
  - des œdèmes sur les ligaments et/ou tendons immédiatement adjacents ;
  - une inflammation de ces derniers ;
  - un tissu scareux, type cicatrice qui va s'installer dans le trou de conjugaison après une certaine période d'inflammation, impactant alors le bon déroulement neurologique des nerfs qui émanent de la zone ;
- une pathophysiologie, c'est-à-dire les conséquences pour l'organisme de la subluxation, qui seront de deux ordres :
  - directs : lorsque le mouvement articulaire se trouve modifié à long terme, la qualité histologique de l'articulation peut s'en trouver affectée, avec des conséquences telles que l'arthrose, des ostéophytes, discopathies[3], etc.
  - indirects : les fonctions neurologiques étant dès lors modifiées ou diminuées, toute structure de l'organisme irriguée par ce nerf en aval de la zone subluxée serait dès lors affectée. De ce fait, à long terme, un muscle par exemple pourrait s'atrophier à cause d'un influx nerveux aberrant venant l'irriguer.

#### Cas particulier de la charnière atlanto-occipitale
Cette zone de la colonne, lorsqu'une subluxation vertébrale survient, constitue un cas particulier.
Outre les effets sur les trous de conjugaisons précédemment décrits, l'impact d'une perturbation articulaire de la zone occiput-atlas-axis (noté CO-C1-C2) va également influencer la moelle épinière, par le truchement des méninges  (enveloppe rigide entourant cerveau et  moelle épinière) ayant des attaches fixes sur les trois segments vertébraux précités. Lors d'un déplacement articulaire sur cette zone, une torsion ou compression des méninges aura très souvent un impact sur le positionnement de la moelle épinière, modifiant dès lors la physiologie neurologique de ce tissu. Les conséquences sont rarement prédictibles et souvent globales sur l'organisme dans son entier.
Cette région vertébrale a fait l'objet de travaux importants, notamment en chiropractie, par bon nombre de praticiens spécialisés sur la région des hautes cervicales, pour qui les manipulations vertébrales spécifiques et de faible intensité normalisent les articulations en question, rétablissant par là même la neurophysiologie du système nerveux central ayant été affectée.

#### Subluxations des membres périphériques

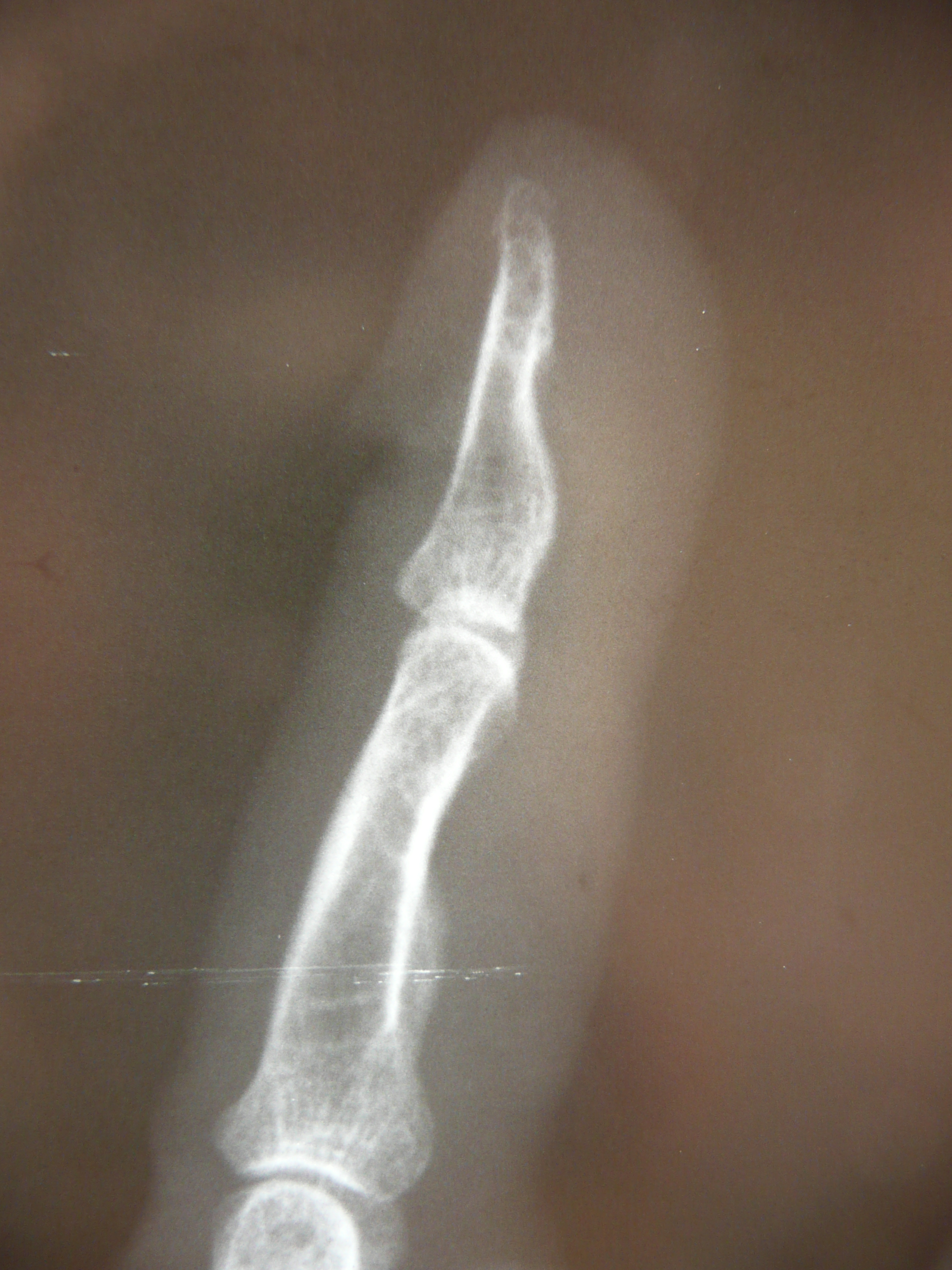
On voit ici nettement une phalange distale en état de subluxation respectivement à sa phalange proximale correspondante.

Celles-ci suivent également la règle précitée de subluxation articulaire avec des conséquences neurologiques dans certains cas. Néanmoins, les conséquences de déplacements osseux sur les parties périphériques du corps sont souvent beaucoup plus prévisibles en termes de conséquences sur les fonctions nerveuses, tant au niveau moteur qu'au niveau sensoriel, ou encore pour ce qui est des fonctions végétatives (épidermiques et circulatoires notamment)

## Manipulations  et effets physiologiques
L'université des sciences de Lyon I décrit les manipulations comme un mouvement rapide porté sur des structures articulaires afin d'augmenter leurs amplitudes de mouvements fonctionnels à un instant donné, sans dépasser leurs amplitudes propres anatomiques. Les manipulations vertébrales ou périphériques sont prodiguées afin de soulager une zone localement douloureuse, mais aussi parfois afin d'éradiquer un symptôme anatomiquement distant et en apparence non relié à une structure articulaire fonctionnellement défaillante.
La manipulation de toute structure articulaire du corps humain s'accompagne souvent d'un phénomène de cavitation, une accumulation de gaz au sein de l'articulation qui, par effet de surpression, produira un craquement audible lors de l'acte manipulatif lorsque le gaz s'échappera de son confinement local.

### Principes thérapeutiques

#### Acte thérapeutique local
L'approche strictement localisée des manipulations du rachis ou des membres supérieurs ou inférieurs fut, de tout temps la réponse logique à un déplacement articulaire manifeste chez tout patient, puis dans une moindre mesure lors de l'avènement des anti-inflammatoires en médecine contemporaine. L'acte dit local sera administré lors d'une symptomatologie simplement sur la zone incriminée. Une douleur à un coude, par exemple, associée à une diminution de l'amplitude de mouvement de ce dernier pourra inciter le praticien à prodiguer une manipulation de l'articulation en question.
Il est à noter que lors d'une manipulation articulaire, vertébrale notamment, on observe une émission d'hormone telle que le cortisol, cet anti-douleur naturel qui va contribuer à un ressenti de bien-être après un traitement en thérapie manuelle. L'observation en a été faite à maintes reprises, notamment dans cette étude récente parue en 2017.

#### Acte thérapeutique de causalité

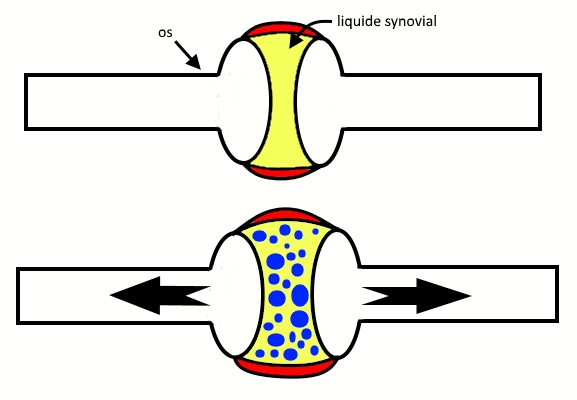
Phénomène d'échappement gazeux au sein d'une articulation synoviale standard : la cavitation articulaire.

L'approche vitaliste ou holistique d'un symptôme consistera à étudier toute structure articulaire de l'organisme (dans ce cas présent) sans se préoccuper de la pathologie ou de l'ensemble des symptômes présentés par le patient. La chiropractie, entre autres, enseigna dès ses débuts ces relations de causes à effets. Il en va de même pour l'ostéopathie. Le fait est qu'il s'avère anatomiquement vrai qu'une compression nerveuse sur une zone vertébrale donnée aura potentiellement un impact sur des fonctions neurovégétatives, par exemple. Ainsi, la compression d'un nerf dorsal irriguant les intestins pourrait engendrer un dérèglement des fonctions digestives, dans ce cas précis.
Les manipulations sont aussi possibles sur des articulations en apparence immobiles, telles que les symphyses, comme le suggère cette étude américaine sur la symphyse pubienne avec des effets bénéfiques sur le plan viscéral, notamment ici sur le fonctionnement de la vessie.
Tout aussi immobile en apparence, l'articulation sacro-iliaque semble affecter l'ensemble de la colonne vertébrale dans le cas où l'alignement de l'os coxal en regard du sacrum s'avère légèrement décalé, telles les fondations d'un édifice ayant des inégalités d'appuis de part et d'autre, impactant alors l'intégrité de la structure.

##### Manipulations et neurologie
Tout comme décrit en début d'article, les articulations — notamment vertébrales — et le système nerveux sont souvent intimement liés.
Une étude sur l'acte thérapeutique des manipulations, parue en 2001, suggère des effets positifs sur la normalisation des influx nerveux, corrélant le bon positionnement des articulations vertébrales et une information neurologique adaptée et conforme à une activité normalisée. Dans leur livre paru en 1985, les Prs Burn et Paterson relèvent l'impact sur la neurologie que peuvent engendrer les manipulations du rachis, sous certaines conditions. Un très grand nombre de publications virent le jour sur ce sujet dès le début du XXe siècle.

##### Manipulations et posturologie
Bon nombre de praticiens de santé, tels les masseurs-kinésithérapeutes ou bien même les ostéopathes, connaissent les liens qui unissent un dérèglement articulaire et la posture globale du corps. Des formations sont d'ailleurs strictement axées sur l'étude de la posture du corps avant et après une manipulation vertébrale entre autres. Une articulation du pied, telle qu'une charnière tarso-métatarsienne peut, si sa  mobilité ou son alignement sont aberrants, affecter durablement la colonne vertébrale ou le bassin notamment.

#### Manipulation des os crâniens
Une étude de l'institut américain de craniopathie chiropratique prouve l'existence d'un micro-mouvement quasi imperceptible visuellement au niveau des sutures crâniennes, induit par un mouvement propre au liquide cérébrospinal (LCR) nommé Mouvement respiratoire primaire, sorte de rythme de l'ordre de 6 à 8 phases par minute modifiant de façon cyclique la pression du LCR sur la boîte crânienne.
Ce mouvement est normalement répercuté sur les sutures crâniennes, créant un mouvement de va-et-vient sur ces sutures. Lors d'un blocage de ces dernières, le mouvement cyclique du LCR va s'en trouver notoirement modifié, changement qu'un praticien averti ressentira lors d'un examen du crâne. Ainsi, une légère correction des sutures redonnera un mouvement crânien normalisé, impactant par là même la physiologie du système nerveux central.

#### Manipulations cervicales
En plus d'avoir des applications locales et neurologiques comme précitées, les manipulations sur la zone cervicale auront parfois une incidence sur le bon flux sanguin afférent au cerveau, par les biais des artères vertébrobasilaires, ou artères vertébrales. Ces dernières, si leur débit sanguin est diminué à cause d'un mauvais positionnement d'une ou plusieurs articulations vertébrales à ce niveau, affecteront certainement la physiologie du cerveau et l'ensemble de la boîte crânienne.

### Impact sur les influx nerveux afférents et efférents

#### Pour le rachis
Dans son étude comparative parue en 2000, Scott Haldemann observe, peu de temps après la manipulation d'un segment vertébral, une modification de la qualité et de la quantité des influx nerveux provenant du système nerveux central (efférent) et allant vers celui-ci (afférent). Une sorte de normalisation de ces influx semble se restaurer. Ceci s'explique par la simple compression, directe (articulation contre nerf) ou indirecte (muscles adjacents hypertoniques contre nerf) ayant subi un changement mécanique rapide. Une fois décomprimé, le tissu nerveux est à nouveau pleinement fonctionnel, la configuration des tissus adjacents au nerf ayant été modifiée. On parle principalement ici de la zone d'émanation du nerf entre les vertèbres, nommée foramen intervertébral.

#### Pour les membres supérieurs et inférieurs
De même, lorsqu'une structure comme l'articulation ulno-radial (coude) se retrouve partiellement déplacée ou réduite en mobilité, le nerf radial peut subir une compression induite par le radius lui-même ou induite par l'hypertonicité des muscles environnants, réduisant ainsi ses fonctions sensorielles ou motrices. Une manipulation spécifique sur le radius aura l'effet de décomprimer le nerf incriminé, les effets sensoriels ou moteurs seront alors modifiés, soit instantanément soit sur une période allant jusqu'à 76 heures.

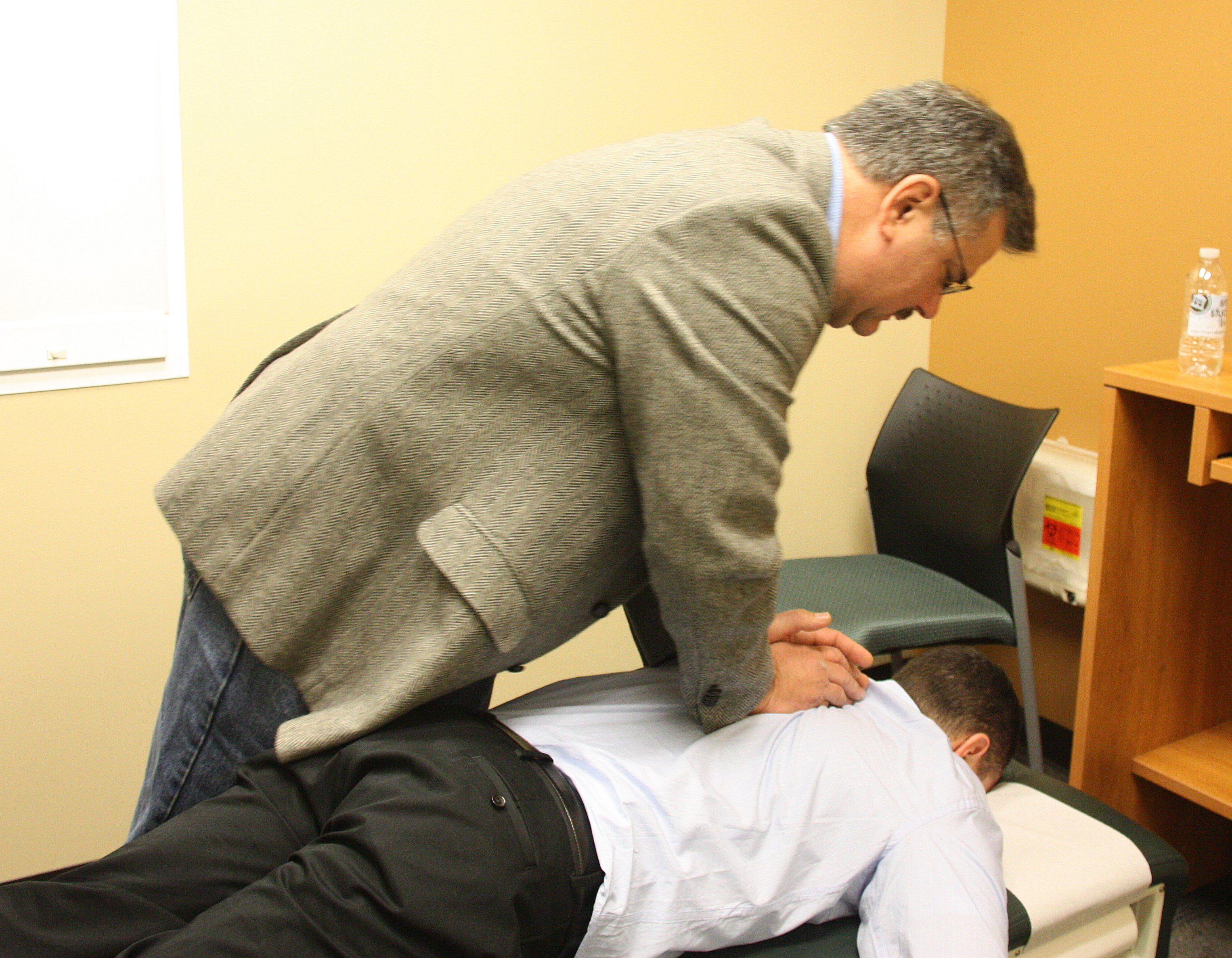
Un chiropracteur prodiguant un ajustement de vertèbre thoracique D8 selon un vecteur postéro-antérieur.

### Techniques manipulatives

#### Manipulations spécifiques
Le Pr Maigne, vertébrothérapeute français, a consacré en 2003 un ouvrage aux différents modes de traitements manipulatifs catalogués sur plusieurs décennies. Pour les membres supérieurs et inférieurs, les techniques sont souvent très proches les unes des autres et consistent généralement à mobiliser la zone articulaire en question. Néanmoins, le diagnostic préalable peut différer d'une profession à l'autre, avec une palpation dans la plupart des cas, corroborée par des tests musculaires tels que ceux prodigués en kinésiologie appliquée, ou à l'aide de micro mobilisations du tissu conjonctif adjacent comme en Rolfing ou bien en fasciathérapie.
Un grand nombre de manipulations (rachis, bassin ou membres périphériques confondus) s'opèrent par contact manuel direct de la part du praticien sur l'articulation à traiter puis, en infligeant un vecteur spécifique de mouvement, il exerce un mouvement bref et rapide de la main ou du coude sur la zone contactée.

#### Manipulations générales du rachis
Pour les manipulations des structures axiales, différentes approches existent dans les diverses professions de santé aujourd'hui. En ostéopathie notamment, certains mouvements correctifs visent à porter au rachis une manipulation généralisée sur l'ensemble de la colonne.

#### Instruments et outils d'ajustements articulaires
Bon nombre d'outils correctifs ont vu le jour dès le début du XXe siècle, notamment par le biais de la chiropractie :

##### Méthode Thompson
Les années 1950 virent apparaître aux États-Unis une table d'examen munie de drops, sorte de pièce intégrée à la table conçue pour s'abaisser soudainement lors d'un vecteur de force exercé sur la colonne du patient. Le Dr Thompson, chiropracteur du Minnesota en fut le concepteur, aidant ainsi à opérer une manipulation sans force avec des résultats équivalents.

##### Microajustements des hautes cervicales
De nombreuses techniques, toujours en chiropractie, apparurent au milieu du XXe siècle parmi lesquelles Atlas Orthogonal, un outil à vecteur spécifique délivrant une force mécanique très faible sur le processus transverse de l'atlas, une impulsion mécanique spécifique censée modifier la perception de l'organisme en regard de la structure percutée.

##### Outils impulsionnels
L'outil Activator (en) fut, dès les années 1980, l'un des plus populaires tant en ostéopathie qu'en chiropraxie. Ce dernier partant du principe qu'une impulsion rapide d'une vibration mécanique pourrait modifier une perception neuro-sensorielle des articulations à remanier, changeant alors les tonicités des muscles environnants et favorisant ainsi le bon rétablissement articulaire de la zone en question.

### La structure gouverne la fonction
Daniel David Palmer, fondateur de la chiropractie, eut dès 1895 cette vision très vitaliste de la santé en énonçant : « La structure gouverne la fonction ». Cette généralisation des causes des pathologies est univoque et prédit que si les structures (articulaires notamment) ne sont pas en plein état de mobilité des conséquences et des déséquilibres peuvent survenir dans l'organisme, conduisant à toute forme de maladies ou désordres vitaux.

## Symptômes traités par les manipulations

### Conditions cliniques bénéficiant des manipulations articulaires

#### Troubles musculosquelettiques
Comme précédemment évoqués, les traitements manipulatoires sont prodigués et souvent indiqués dans les cas de sciatalgies, douleurs lombaires, cervicalgies, névralgies cervicobrachiales, dorsalgies, déplacements costaux, douleurs articulaires périphériques, etc.

#### Désordres et pathologies viscérales
Outre les problèmes musculosquelettiques, et souvent dans une moindre mesure, certains praticiens revendiquent des bienfaits pour des problèmes cliniques dits systémiques, qui ont trait à des symptômes d'ordre viscéral comme les troubles digestifs, colites, gastrites, troubles hormonaux, troubles respiratoires.
Une étude de 1999 portant sur une cohorte de 1500 patients rapporta 25% d'amélioration sur un problème systémique (tout type de conditions cliniques viscérales confondues) après l'intervention d'un chiropracteur la semaine précédant l'évaluation de l'étude.

### Dépression, audition, et autres organes sensoriels
Le fondateur de la chiropractie fit sa première manipulation sur un patient souffrant d'une surdité aiguë, survenue après un effort physique brusque. Plusieurs séances correctives de divers segments vertébraux firent recouvrer l'audition à ce jeune patient dont le cas rendit célèbre la profession.
Des cas cliniques de troubles visuels, de changements d'état de santé mentale ont été rapportés tout au long du siècle dernier, comme l'atteste une étude psychiatrique américaine de 2002

### Carte Méric
Propre à la chiropractie, une carte géographique a été établie mettant en correspondance segments vertébraux et pathologies diverses (musculosquelettiques ou viscérales) pouvant survenir lorsqu'une subluxation ou un dysfonctionnement articulaire sur les vertèbres en question serait avéré. Cette carte Méric a longtemps fait office de vérité clinique, mais les réalités physiologiques sont parfois plus complexes, et un nerf comprimé près d’une vertèbre D4, par exemple, n'induit pas automatiquement un dysfonctionnement de la vésicule biliaire, dans ce cas précis.

### Manipulations chez les animaux
Les chevaux sont les premiers animaux à bénéficier des manipulations ostéopathiques dans le monde. Souvent pour des problèmes de positionnement de bassin, mais aussi de vertèbres dorsales. Les corrections articulaires dans le milieu équestre peuvent parfois représenter des enjeux financiers certains, notamment dans le cadre des courses hippiques.
Les chiens également font partie des animaux pouvant bénéficier de traitements manipulatoires.

## Études scientifiques sur le sujet

### Études corroborantes
Les études abondant dans le sens des changements bénéfiques pour l'organisme à la suite des manipulations sont nombreuses. On pourrait citer encore ici une étude parue en 1987 sur les effets positifs des corrections articulaires sur des lombalgies aiguës.

### Études critiques
De nombreuses études ont été menées au cours des 50 dernières années sur les effets indésirables des manipulations. Parfois menées par des universités liées de près ou de loin à l'industrie pharmaceutique, américaine notamment, des études comme celle menée en  1995  par la revue spécialisée Neurology montrent les effets secondaires suivant un ajustement chiropratique tel que les myélopathies, névralgies ou encore AVC.
Les AVC sont souvent évoqués dans le cas des manipulations cervicales en général, comme le rapporte cette autre étude de 1999 parue dans le Journal of Neurology.

## Dangers et contre-indications

### Le risque d'AVC
Considéré depuis longtemps comme le risque clinique majeur des manipulations articulaires en général, l'AVC survient en de très rares occasions. Des études comme celle produite par l' International Journal of Clinical Practice aux États-Unis en 2012 révèle le caractère véloce des manipulations de la nuque pour qu'un risque d'ischémie cérébrale puisse survenir.

#### Risque d'AVC due à l'anatomie des vertèbres
De par la structure même des vertèbres cervicales, un risque non nul est présent quant à la possibilité d'un déchirement du tissu artériel passant au travers des vertèbres: les artères vertébrales passent en effet au travers du processus transverse de chaque vertèbre, jusqu'à l'axis inclus. Une torsion ou extension soudaine de celles-ci lors d'une manipulation pourrait endommager l'artère de façon irréversible, engendrant alors une ischémie cérébrale.
Une étude datant de 1992 et relevée par certains sites internet américains spécialisés note le caractère non exceptionnel, mais néanmoins peu fréquent des problèmes circulatoires survenus après des manipulations vertébrales, allant d'un accident ischémique transitoire à un AVC à proprement parler.

### Les hernies discales
Les manipulations lombaires ou cervicales peuvent être à risque si une hernie discale est présente sur l’étage vertébral traité : en pratiquant une rotation ou une flexion latérale soudaine, l'état discal peut se retrouver soudainement aggravé.

### L'auto-manipulation vertébrale
Il n'est pas rare de voir des personnes procéder à des craquements articulaires, sur les extrémités (mains, pieds) ou même sur les cervicales (flexions latéral forcées). Ces actes auto-produits ne sont pas sans conséquence à long terme :

#### Arthrose
Dans des cas chroniques d'auto-manipulations, lorsque les manœuvres sont répétées quotidiennement, peut s'installer une forme d'arthrose sur les articulations mobilisées. Les mains et la nuque sont les zones où les articulations sont principalement touchées.

#### Hyperlaxité
Dans les mêmes cas de mobilisations répétées voire quotidiennes, les ligaments censés maintenir la solidarité articulaire peuvent se retrouver élongués, voire partiellement détruits. Le tissu articulaire devient alors hyperlaxe, favorisant ainsi les luxations, dans les cas les plus avérés.

## Praticiens habilités ou non

### En médecine
Tout médecin est, d'après l'ordre national des médecins, de facto habilité à procéder à des manipulations articulaires sur l'intégralité de l'organisme. Cependant les formations à cette pratique sont très peu dispensées dans les facultés médicales françaises.

### Masseurs-kinésithérapeutes
Tout professionnel de santé appartenant à l'ordre des MKDE est autorisé à procéder à des manipulations, à condition que celles-ci soit administrées de manière non forcée. Ainsi, suivant la définition décrite dans l'introduction de cet article, toute manipulation constituée  de mouvements de rotation appuyés et prolongés sur les articulations est légalement proscrite dans le cadre de l'exercice normal des Masseurs-kinésithérapeutes.

### Chiropracteurs, ostéopathes
À la suite du décret n°2011-32 du 7 janvier 2011 relatif aux actes et aux conditions d'exercice de la chiropraxie, tout chiropracteur est habilité à exercer de plein droit les actes de manipulations, sur le rachis notamment, sans que leur soit imposée une indication médicale préalable.
Les ostéopathes en revanche doivent légalement être en mesure de justifier médicalement la nécessité de manipulations pour ce qui est de la zone cervicale uniquement. Le reste du rachis étant légalement autorisé en tant qu'acte thérapeutique de première instance. Le décret les concernant, publié en 2007 reste applicable jusqu'à aujourd'hui.

### Autres praticiens
Tout autre praticien de santé non conventionnelle ne bénéficie pas de cadre légal pour la pratique des manipulations, et s'expose à des sanctions civiles, voire parfois pénales pour exercice illégal de la médecine.